# Miss Mundo 1973
Miss Mundo 1973 fue la 23.ª edición del certamen anual Miss Mundo, cuya final se celebró en el Royal Albert Hall de Londres el 23 de noviembre de 1973. 54 delegadas compitieron para ganar la corona, ganada por Marjorie Wallace de Indiana, Estados Unidos. Wallace fue destronada cuatro meses más tarde, pero sigue siendo reconocida como Miss Mundo 1973 ya que no hubo reemplazante para Wallace.

## Resultados
| Resultados Finales      | Finalistas |
| ----------------------- | --- |
| Miss Mundo 1973         | - Estados Unidos - Marjorie Wallace |
| 1° Finalista            | - Filipinas - Evangeline Pascual |
| 2° Finalista            | - Jamaica - Patricia Teresa Yuen Leung |
| 3° Finalista            | - Israel - Chaja Katzir |
| 4° Finalista            | - Sudáfrica - Shelley Latham |
| Top 7                   | - República Dominicana - Clariza Duarte Garrido - Reino Unido - Veronica Ann Cross |
| Semifinalistas (Top 15) | - África del Sur - Ellen Peters - Brasil - Florence Gambogi Alvarenga - Grecia - Katerina Papadimitriou - Holanda - Anna Maria Groot - Italia - Marva Bartolucci - Líbano - Sylva Ohannessian - Nueva Zelanda - Pamela King - Seychelles - June Gouthier |

### Premiaciones Especiales
- Miss Personalidad:  Seychelles - June Gouthier
- Miss Fotogénica:  Holanda - Anna Maria Groot

## Candidatas
54 candidatas participaron en el certamen.
| - África del Sur - Ellen Peters - Argentina - Beatriz Callejón † - Aruba - Edwina Díaz - Australia - Virginia Radinas - Austria - Roswitha Kobald - Bahamas - Deborah Louise Isaacs - Bélgica - Christine Devisch - Bermudas - Judy Joy Richards - Botsuana - Priscilla Molefe - Brasil - Florencia Gambogi Alvarenga - Canadá - Deborah Anne Ducharme - Chipre - Demetra Heraklidou - Colombia - Elsa María Springtube Ramírez - Corea - An Soon-young - España - Mariona Rosell Rami - Estados Unidos - Marjorie Sue Wallace - Filipinas - Evangeline Louise Ancheta Pascual - Finlandia - Seija Mäkinen - Francia - Isabelle Nadia Krumacker - Gibraltar - Josephine Rodríguez - Grecia - Katerina Papadimitriou - Guam - Shirley Ann Brennan - Holanda - Anna Maria Groot - Honduras - Belinda Handal - Hong Kong - Judy Yung Chu-Dic - Irlanda - Yvonne Costelloe - Islandia - Nína Breiðfjörd | - Israel - Chaja Katzir - Italia - Marva Bartolucci - Jamaica - Patricia Teresa Yuen Leung - Japón - Keiko Matsunaga - Líbano - Sylva Ohannessian - Luxemburgo - Giselle Anita Nicole Azzeri - Malasia - Narimah Mohammad Yusoff - Malta - Carmen Farrugia - Mauricio - Daisy Ombrasine - México - Gladys Rossana Villares Moreno - Noruega - Wenche Steen - Nueva Zelanda - Pamela King - Perú - Mary Núñez Bartra - Portugal - Maria Helene Pereira Martins - Puerto Rico - Milagros García - Reino Unido - Veronica Ann Cross - República Dominicana - Clariza Magdalena Duarte Garrido - Seychelles - June Gouthier - Singapur - Debra Josephine de Souza - Sri Lanka - Shiranthi Wickremesinghe - Sudáfrica - Shelley Latham - Suecia - Mercy Nilsson - Suiza - Magda Lepori - Tailandia - Pornpit Sakornujiara - Turquía - Beyhan Kiral - Venezuela - Edicta de los Ángeles García Oporto - Yugoslavia - Atina Golubova |

## Sobre los países en Miss Mundo 1973

### Debut
- Ningún país debutó en esta edición.

### Retiros
- Alemania
- Costa Rica
- Ecuador
- India
- Líbano
- Paraguay

### Regresos
- Compitió por última vez en 1968:
  -  Perú
- Compitieron por última vez en 1970:
  -  Colombia
  -  Líbano
- Compitieron por última vez en 1971:
  -  Corea del Sur
  -  Chipre
  -  Luxemburgo
  -  Sri Lanka, bajo el nombre de  Ceilán.

### Crossovers
Miss Universo
| - 1973: Austria - Roswitha Kobald - 1973: Bélgica - Christine Devisch - 1973: Bermudas - Judy Joy Richards - 1973: Canadá - Deborah Anne Ducharme - 1973: Francia - Isabelle Nadia Krumacker - 1973: México - Roxana Villares Moreno | - 1973: Nueva Zelanda - Pamela King - 1973: Reino Unido - Veronica Ann Cross - 1973: Singapur - Debra Josephine de Souza - 1973: Sri Lanka - Shiranthi Wickremesinghe - 1974: Irlanda - Yvonne Costelloe - 1974: Luxemburgo - Giselle Anita Nicole Azzeri |

Miss Internacional
- 1973:  Luxemburgo - Giselle Anita Nicole Azzeri
- 1974:  Irlanda - Yvonne Costelloe
- 1975:  Francia - Isabelle Nadia Krumacker (Top 15 y Miss Fotogénica)

Miss Europa
- 1974:  Luxemburgo - Giselle Anita Nicole Azzeri
- 1974:  Irlanda - Yvonne Costelloe